# HMIS Konkan (J228)
Le HMIS Konkan (pennant number J228)  est un dragueur de mines de la Classe Bangor lancé pour la Royal Navy (RN) sous le nom de HMS Tilbury, mais transféré à la Royal Indian Navy (RIN) avant sa mise en service et qui a servi pendant la Seconde Guerre mondiale.
Après la partition des Indes en 1948, il est en service dans la Indian Navy (marine indienne) en tant que INS Konkan (INS pour "Indian Naval Ship").

## Conception
Le Tilbury est commandé dans le cadre du programme de la classe Bangor de 1940-41 le 4 février 1941 pour le chantier naval de Lobnitz & Company à Renfrew en Écosse. La pose de la quille est effectuée le 15 août 1941, le Tilbury est lancé le 18 février 1942 et est transféré à la Royal Indian Navy et mis en service le 12 juin 1942.
La classe Bangor doit initialement être un modèle réduit de dragueur de mines de la classe Halcyon au service de la Royal Navy,. La propulsion de ces navires est assurée par 3 types de motorisation: moteur diesel, moteur à vapeur à pistons double ou triple expansions et turbine à vapeur. Cependant, en raison de la difficulté à se procurer des moteurs diesel, la version diesel a été réalisée en petit nombre.
Les dragueurs de mines de classe Bangor version indienne déplacent 684 tonnes en charge normale. Afin de pouvoir loger les chaufferies, ce navire possède des dimensions plus grandes que les premières versions à moteur diesel avec une longueur totale de 58 mètres LHT, une largeur de 8,69 mètres et un tirant d'eau de 3,2 mètres. Ce navire est propulsé par 2 moteurs alternatifs verticaux à triple expansions alimentés par 2 chaudières à tubes d'eau à 3 tambours Admiralty et entraînant deux arbres d'hélices. Les moteurs développent une puissance de 2 400 chevaux-vapeur (1 790 kW) et atteignent une vitesse maximale de 16 nœuds (30 km/h). Le dragueur de mines peut transporter un maximum de 163 tonnes de fioul qui lui donne un rayon d'action de 2 800 milles nautiques (5 200 kilomètres) à 10 nœuds (19 km/h).
Leur manque de taille donne aux navires de cette classe de faibles capacités de manœuvre en mer, qui seraient même pires que celles des corvettes de la classe Flower. Les versions à moteur diesel sont considérées comme ayant de moins bonnes caractéristiques de maniabilité que les variantes à moteur alternatif à faible vitesse. Leur faible tirant d'eau les rend instables et leurs coques courtes ont tendance à enfourner la proue lorsqu'ils sont utilisés en mer de face.
Les navires de la classe Bangor sont également considérés comme exiguës pour les membres d'équipage, entassant plus de 60 officiers et matelots dans un navire initialement prévu pour un total de 40 hommes.
Les Bangors équipés de moteur à vapeur à pistons double ou triple expansions sont armés d'un canon anti-aérien QF de 12 livres (7,62 cm) et d'un canon AA QF de 2 livres (4 cm) ou d'un quadruple affût pour la mitrailleuse Vickers .50. Sur certains navires, le canon de 2 livres est remplacé par un canon AA Oerlikon de 20 mm simple ou double, tandis que la plupart des navires sont équipés de quatre affûts Oerlikon simples supplémentaires au cours de la guerre. Pour les missions d'escortes, leur équipement de dragage de mines peuvent être échangé contre une quarantaine de grenades sous-marines.

## Histoire

### Seconde Guerre mondiale
Construit initialement pour le compte de la Royal Navy sous le nom de HMS Tilbury, il est transféré à la Royal Indian Navy une fois terminé et mit en service le 12 juin 1942 sous le nom de Konkan.
Le Konkan fait partie de la Eastern Fleet (flotte de l'Est) et a escorté de nombreux convois entre l'Afrique, l'Inde britannique et l'Australie en 1943-45,.
Après la partition des Indes en 1948, il est en service dans la Indian Navy (marine indienne) en tant que INS Konkan (INS pour "Indian Naval Ship").
Il est démoli en 1963.

### Participation auxconvois
Le Konkan a navigué avec les convois suivants au cours de sa carrière:
1. Convoi AB 19
2. Convoi AP 34
3. Convoi AP 38
4. Convoi AP 46
5. Convoi AP 51
6. Convoi AP 56
7. Convoi AP 66
8. Convoi BA 66
9. Convoi BM 36
10. Convoi BM 41
11. Convoi BM 90
12. Convoi BM 99A
13. Convoi JC 7
14. Convoi MB 31
15. Convoi OS/KMS 33
16. Convoi PB 51

### Commandement
- T/Lieutenant (T/Lt.) Lawrence Brockman More (RINVR) en 1942
- T/Lieutenant (T/Lt.) Guy William Patrick O'Donoghue (RINR) du 15 janvier 1944 en 1942
- T/Lieutenant (T/Lt.) William Little (RINVR) du 26 mars 1944 à début 1945
- T/Lieutenant (T/Lt.) John Alexander Taylor Stephen (RINR) du début 1945 au 26 juin 1945
- T/A/Lieutenant Commander (T/A/Lt.Cdr.) Frank Goddard Hutchings (RINR) du 26 juin 1945 à ?

Notes:
RIN: Royal Indian Navy
RINR: Royal Indian Naval Reserve
RINVR: Royal Indian Naval Volunteer Reserve 